# Entre vallées et montagnes
Entre vallées et montagnes es un disco recopilatorio de Los Calchakis, editado en 1989 con el sello francés ARION.

## Lista de canciones
| Tema musical                  | Recogido en el disco:                        |
| ----------------------------- | -------------------------------------------- |
| Amigo del cóndor              | Le vol du condor 1985                        |
| Fantasía para kenas           | La flute indienne a travers les siècles 1973 |
| Aurora de paz                 | Himno al Sol 1980                            |
| La mariposa                   | inédito                                      |
| Alfarero                      | Au pays de la diablada 1979                  |
| Negra tuntuna                 | Au pays de la diablada 1979                  |
| Ramón                         | Au pays de la diablada 1979                  |
| Diablo bailarín               | Au pays de la diablada 1979                  |
| Manchay                       | Mystere des Andes 1971                       |
| Siklla                        | Le vol du condor 1985                        |
| Torito mata                   | Raíces africanas 1984                        |
| Amanecer andino               | Mystere des Andes 1971                       |
| Sol fecundo                   | Himno al Sol 1980                            |
| Al son del alcatraz           | Raíces africanas 1984                        |
| Alturas de Machu Picchu       | Pueblos del Sur 1983                         |
| Chuqui                        | Mystere des Andes 1971                       |
| Puñales                       | Les flutes de l'Empire Inca 1975             |
| Cae la noche, sopla el viento | Mystere des Andes 1971                       |
| Chiquita huambrita            | La flute indienne a travers les siècles 1973 |